# Bolsa Brasileira de Mercadorias

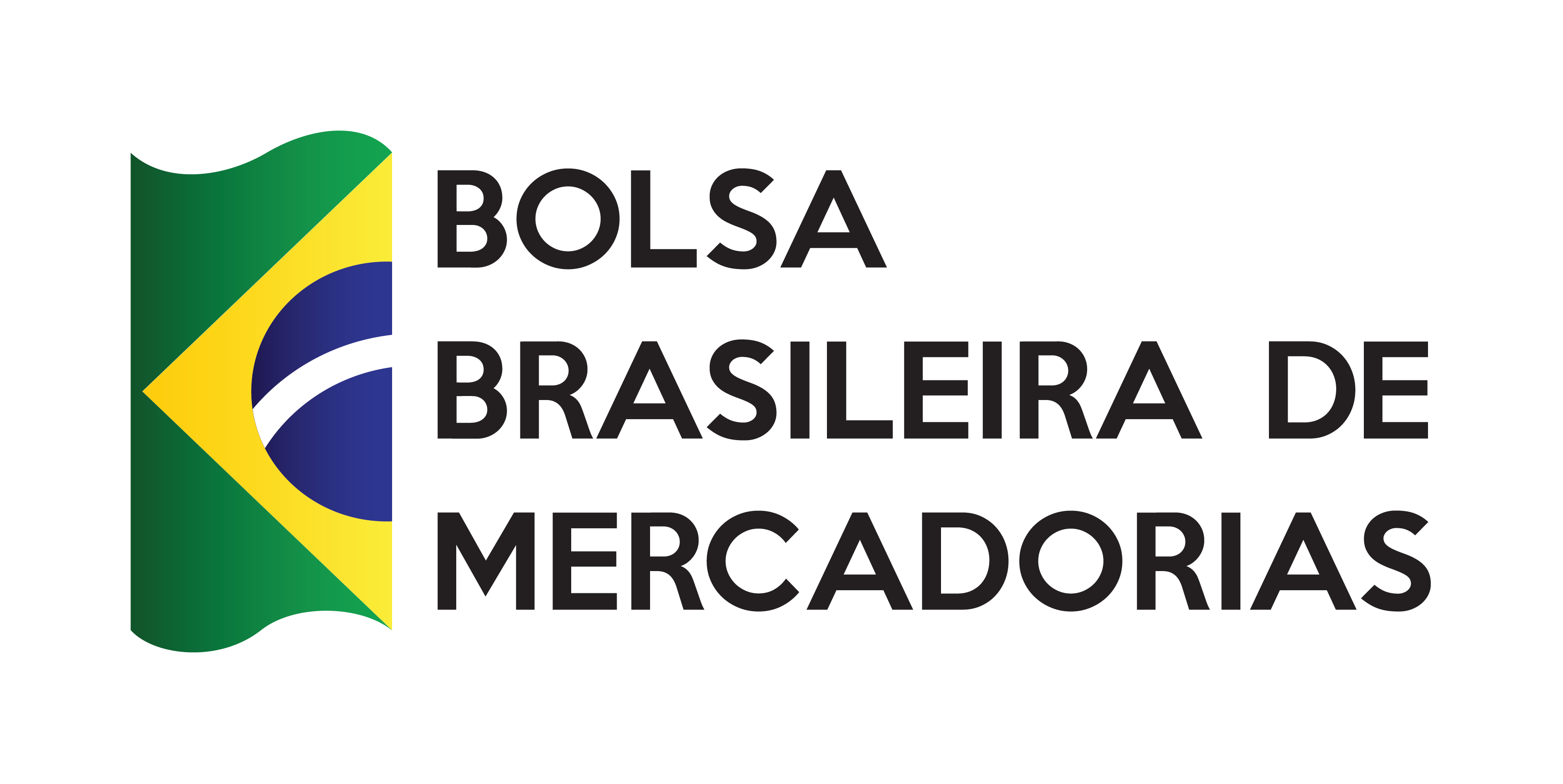
Logo da Bolsa Brasileira de Mercadorias - BBM

A Bolsa Brasileira de Mercadorias é uma associação civil, autorreguladora e sem fins lucrativos e com quadro social constituído por sociedades Corretoras de Mercadorias. Sediada na cidade de São Paulo e com Filiais nas cidades de Porto Alegre - RS, Curitiba - PR e Uberlândia - MG, além de escritório de representação regional na cidade do Rio de Janeiro - RJ, seu objetivo é organizar, desenvolver e prover o funcionamento, por meio de sistemas de negociação, de transações com mercadorias, bens e serviços. Sua estrutura administrativa é composta por Assembleia Geral, Conselho de Administração, Diretor Geral e Câmara Arbitral. É a Bolsa de mercadorias do Brasil com maior número de corretoras associadas e com maior volume de negócios agropecuários realizados. As Corretoras de Mercadorias associadas estão submetidas à um Código de Ética e regulamentos internos.
As Corretoras de Mercadorias associadas à Bolsa são especializadas na comercialização de algodão, arroz, café, feijão, milho, soja, sorgo e trigo e estão estabelecidas nas principais regiões do Brasil onde a comercialização de produtos agrícolas é mais pujante.
A Bolsa também conta com corretoras especialistas em licitações para aquisições de bens e serviços em geral.

## História

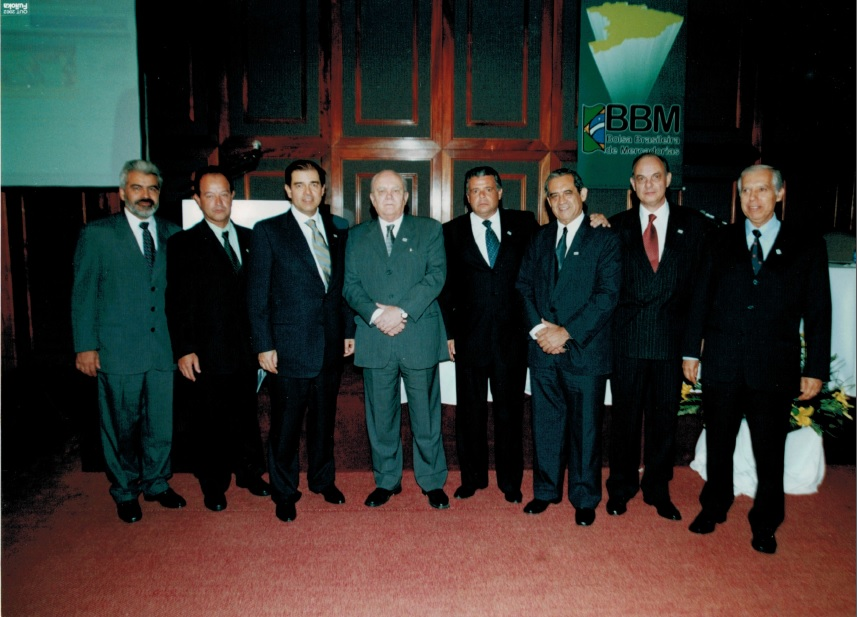
Inauguração da BBM em 22/10/2002

A Bolsa Brasileira de Mercadorias foi criada em agosto de 2002 a partir da fusão operacional das Bolsas de Mercadorias do Rio Grande do Sul, do Paraná, de Goiás, do Mato Grosso e de Uberlândia e Belo Horizonte em Minas Gerais e a participação majoritária da Bolsa de Mercadorias e de Futuros, de São Paulo (atual B3). Em dezembro de 2014 a B3 se desligou do controle majoritário e do quadro associativo da Bolsa Brasileira de Mercadorias.
Atualmente a Bolsa Brasileira de Mercadorias tem um quadro de associados composto por 150 corretoras de mercadorias.

## Atividades
A Bolsa Brasileira de Mercadorias desenvolve atividades mercantis de comercialização de Produtos Agrícolas e de prestação de serviços para aquisições de bens e serviços.
As principais atividades desenvolvidas pela Bolsa Brasileira de Mercadorias são:
- BBMNET Licitações - Plataforma Eletrônica de Pregão para licitações públicas;
- Câmara Arbitral do Agronegócio;
- Compras na Bolsa – Plataforma de Pregão Eletrônico para a empresas do setor privado;
- Leilões Judiciais e Extrajudiciais;
- Leilões da CONAB – Companhia Nacional do Abastecimento;
- Leilões Eletrônicos de produtos agrícolas;
- SINAP - Sistema de Informações de Negócios com Algodão em Pluma;
- SINAG - Sistema de Registro de Negócios com Produtos Agrícolas.

Leilões da CONAB – Companhia Nacional do Abastecimento - a Bolsa viabiliza o acesso de produtores rurais e cooperativas à Política de Garantia de Preços Mínimos, executada pela Companhia Nacional do Abastecimento (Conab) que é uma empresa pública do Governo Federal vinculada ao Ministério da Agricultura, Pecuária e Abastecimento (MAPA).
A Bolsa Brasileira de Mercadorias é contratada pela CONAB para cadastrar os participantes e realizar os leilões dos instrumentos de apoio à Comercialização e das vendas dos estoques públicos e estratégicos do Governo Federal. Os produtores e demais participantes nos leilões são representados por Corretoras de Mercadorias associadas.
A CONAB promove os Leilões de venda de estoques públicos e estratégicos de milho, arroz, café, feijão, sorgo, sisal e trigo e dos instrumentos de apoio à comercialização do Governo Federal, no contexto da política agrícola Brasileira, tais como PEPRO – Prêmio de Escoamento pago ao Produtor Rural, PEP – Prêmio de Escoamento de Produto e de venda contratos de opção de venda, além de contratação de serviços de transportes (Frete) para remoções de produtos.
As Corretoras de Mercadorias associadas à Bolsa Brasileira de Mercadorias estão capacitadas para prestar informações e preparadas para operar os leilões da CONAB com estrutura de atendimento ao público em geral.

Leilões Eletrônicos de produtos agrícolas - a Bolsa disponibiliza ao agronegócio uma plataforma para realizar ofertas de compra e de venda de produtos agropecuários e seus derivados. A ferramenta pode ser utilizada para leilões de arroz, café, milho, feijão, sorgo, soja, trigo e outros.
O Programa “Arroz na Bolsa” é uma importante parceria da Bolsa Brasileira de Mercadorias com o Instituto Rio-Grandense do Arroz- IRGA, com a Associação Riograndense de Empreendimentos de Assistência Técnica e Extensão Rural – EMATER/RS e com o Banco do Estado do Rio Grande do Sul S/A – BANRISUL com o objetivo de fomentar negócios com arroz em casca por meio do sistema eletrônico de leilões.

Leilões Judiciais e Extrajudiciais, as compras em Leilões são abertas ao público em geral (pessoas físicas e jurídicas), sempre conduzidas pelo Leiloeiro Oficial. Sendo fundamental que o comprador examine previamente os bens de seu interesse, bem como, as condições de venda que regulamenta cada Leilão. Para dirimir eventuais dúvidas, o Leiloeiro e sua equipe estarão sempre à disposição.
As condições de venda dos bens estão descritas no catálogo publicitário de cada Leilão divulgado a todos os pretensos compradores, ressalvadas as considerações de ordem ilustrativa e provisória sujeitas a alterações até a hora do leilão.
SINAP - Sistema de Informações de Negócios de Algodão em Pluma, desenvolvido com o apoio e colaboração dos produtores de Algodão (ABRAPA), dos exportadores (ANEA) e da indústria têxtil (ABIT), o SINAP tem como objetivo gerar informações estatísticas sobre os negócios realizados com o algodão em pluma por intermédio das corretoras associadas.
Atualmente a Bolsa Brasileira de Mercadorias tem mais de 40 (quarenta) corretoras especializadas na comercialização de algodão em pluma, seja para o mercado interno ou externo.

SINAG - Sistema de Registro de Negócios com Produtos Agrícolas, são registros dos negócios realizados diretamente entre as partes, intermediados por corretoras associadas. Os negócios registrados têm algumas salvaguardas oferecidas pela Bolsa, sendo a principal delas a Câmara Arbitral do Agronegócio para dirimir conflitos decorrentes da execução contratual.
O Registro foi criado para dar mais segurança nas operações realizadas pelas corretoras associadas.
Câmara Arbitral do Agronegócio, constituída pela Bolsa a Câmara Arbitral do Agronegócio tem por objetivo dirimir conflitos de qualquer natureza decorrentes dos negócios realizados ou registrados no âmbito da Bolsa. A Câmara tem 120 árbitros de notório conhecimento no mercado agropecuário, além de advogados de renome.

BBMNET Licitações - Plataforma Eletrônica para licitações públicas, a plataforma mais moderna de Licitações Eletrônicas do Brasil permite aos órgãos públicos e empresas privadas realizarem suas licitações para aquisições e contratações de bens e serviços através das modalidades:
•	* Pregão Eletrônico para aquisição de bens e serviços;
•	* Cotação Eletrônica para aquisição de bens de menor valor (dispensa);
•	* Leilão Eletrônico para venda de bens ou serviços.
Compras na Bolsa – a Plataforma de Pregão Eletrônico para empresas da iniciativa privada permite que empresas realizem suas compras e contratações de bens e serviços por meio do pregão eletrônico.